# زمین‌لرزه مهر ۱۳۹۳ مورموری
زمین لرزه مورموری زمین‌لرزه‌ای به بزرگی ۵٫۶ ریشتر بود که در ساعت ۱۷ و ۵ دقیقه و ۵۳ ثانیه روز ۲۳ مهر ۱۳۹۳، در عمق ۱۰ کیلومتری زمین در شهر مورموری در استان ایلام رخ داد.